# Carlos Ibáñez de Ibero
Carlos Ibáñez de Ibero, marqués de Mulhacén, född 14 april 1825 i Barcelona, död 29 januari 1891 i Nice, var en spansk markis och geodet.
Ibáñez utförde flera viktiga topografiska arbeten i Spanien, arbetade 1879 med franske översten Perrier på det geodetiska triangelnätets i Algeriet anslutning till det europeiska nätet. Från 1872 och fram till sin död var han president i internationella gradmätningskommissionen och permanenta meterkommissionen. 
Ibáñez utgav bland annat Tableau géographique et statistique de l'Espagne (1888), invaldes 1885 som ledamot av Académie des sciences i Paris och tilldelades 1890 det franska Ponceletpriset.